# “M-1”计划
“M-1”计划 ，又称“M1-TB”计划或“M-1”攻势，是越南人民军对老山地区发动的一次团级规模攻势。

## 背景

### 中方换防
1985年5月18日，济南军区陆军67军奉中央军委之命，进驻老山战区，从原南京军区陆军第1军手中接过战区防御作战指挥权。两个军之间的交接工作一直持续到5月30日才完成，所以67军对防御的准备并不充分。且67军为山东部队，指战员也多为北方人，相较于之前的14军（云南部队）与1军（江浙部队）来说，需要适应老山的热带丛林气候的难度更大。

### 越方准备
越军在4月进行了换防，解放军595团当面之敌为越军322师567团，但实际上更改了番号作为掩护的316师982团。该团下辖三个营，4营、6营负责防守，5营为机动力量，进攻211高地的任务落到了5营头上，由5营5连负责出击。整个进攻分队包括，5连111人中83人，含两门60毫米迫击炮，以及加强的1个侦察分队、1个工兵班、1个化学组、1个无线电分队。同时，越军又为该团加强了20门82毫米迫击炮、6门76毫米炮以及19门105毫米和122毫米重炮。1985年5月22日，5连进入距离211高地1公里的炉村洞集结。此次作战行动，越军动用的炮兵规模远甚于之前的各次战斗。
越军发动的“M-1计划”，汲取了1984年7月12日和1985年1月13日至18日时的教训，计划采用土工作业构筑大量进攻型坑道，避开解放军部队强大的火力，逐步推进，进而重新占领老山战区所有阵地。

## 过程

### 越军进攻
1985年5月31日凌晨5时10分，越军开始炮火准备，向老山战场全线展开炮击。45分钟后，炮火延伸，982团分兵两路攻击211、156、166三个高地，同时在140、142高地展开佯攻。
早上6点左右，越军982团5营兵分两路，突然向那拉方向的140和142高地发起佯攻。142高地即李海欣高地。这两处高地处在越军3面包围之中，经常遭遇越军步兵突然袭击。发现越军步兵发起进攻，140和142高地马上呼叫后方炮火实施拦截。最终在67军炮兵团的掩护下，982团5营仅进行了数次排级冲锋后便停止攻击。上午9点左右，越军收拢了982团4营和5营残部，又从其他部队抽调士兵补充，形成一个加强营，在其后方炮火掩护下，采取多路多梯队同时对140、156和166高地发起进攻。156高地的解放军战士则是退入坑道固守待援，越军只是占领了表面阵地。上午8点左右，浓雾散去，在67军炮兵部队掩护下，156高地守军和其他援军部队成功击退占据表面阵地的越军。天黑后，又组织兵力多次向140个156高地冲锋，被67军的炮兵击退后，于晚上9点半左右停止进攻。越军伤亡600余人。

### 第一次211高地战斗/A6B进攻战
在5月31日进攻（越军称211高地为A6B）的同时，由于越军采用土工掘进战术，与越军前沿阵地相邻的211高地很快就被越军占领。其中，211高地与越军227高地有一道山脊相连，经常遭遇越军居高临下袭击，因此，解放军平时只在此处布置3个哨位，派一个班的兵力驻守。越军此时动用一个连的兵力居高临下攻打211高地，解放军寡不敌众，除了班长鲍虎民跳崖幸存，战士李林海负伤被俘外，其他人均阵亡，越军也随即占领了211高地的1、2号哨位。
6月1日上午，解放军在总结了前一天的作战情况后，决定派199师595团夜袭211高地。由于211高地顶部面积不大，而且3号哨位位于1号和2号下方，一次只能容纳一个排的战士实施冲锋，为此，595团以1营为主攻，团指挥部和其他部队在后方。1营由副营长王朝栋带队冲锋陷阵。全营被划分为2个突击队，王朝栋担任第1突击队队长；在255高地集结待命。第2突击队由2连2排长王忠远担任队长，在908高地集结待命。6月2日凌晨零点，趁着倾盆大雨之际，595团1营两个突击队同时出击。此时的越军装备了苏联提供的夜视望远镜，当第一批解放军士兵进入211高地山脚下的一片洼地后，被越军发现，随即开火拦截。紧接着，越军炮兵对595团1营的进攻路线实施了精准拦截，解放军伤亡惨重，却无法靠近211高地1号和2号哨位。
最后在一轮惨烈的战斗后，1、2号哨位相继被收复，在227高地上面的越军立即进行了增援。随即，刚占领211高地1、2号哨的解放军突击队就被越军包围。在力量悬殊的情况下，突击分队被压了下来。幸存的8名突击队员退到3号哨位，8个人中还有5名伤员。越军的炮火极为猛烈，从255高地通往211高地的道路被完全封锁，增援部队上不去，上面的8名突击队员也下不来，在211高地3号阵地硬挺的几天后，5名突击队伤员先后死去。在其后的战斗中，越军在1号哨位前的一块大石头上吊起中方阵亡军人的尸体示威。事后查明，被吊起的阵亡者为595团1连的副连长贾柯。
595团1营攻势一直持续了10天，但均没有夺回1、2号哨位。6月11日，67军军部决定暂停进攻。595团1营在反攻过程阵亡120人，受伤100余，占了此次行动中解放军伤亡的80%。而越南方面统计越军在高地死亡17人，受伤39人，伤亡比近4:1。是两山战役期间极少数的解放军伤亡高于越军的战斗。

## 争议
尽管总体上解放军粉碎了越军的“M1”计划，但其中211高地的战斗却备受争议，因为211高地的军事价值并不大却投入了大量兵力且伤亡巨大。有文章认为之所以如此不计代价地反攻是因为67军军部在向解放军总参谋部报告时谎报211高地仍然在手里，而当总参要求叫一个211高地的士兵下来报告的时候因害怕露馅，才疯狂组织突击队试图夺回211高地。
而悲剧的始作俑者被一些文章认为是时任陆军67军参谋长，粟裕大将之子粟戎生。有文章指出粟戎生与199师师长郑广臣就211高地的问题发生争执，郑广臣反对冒险出击，认为部队刚接手阵地，对战场情况、地形、敌情都不太熟悉，应该让部队有一个熟悉的过程。消息指出郑广臣认为首战非常重要，不打则已，打则应该必胜，应该在有把握的基础上进行首战。文章同时指出郑广臣的意见非但没有被采纳，反而还被粟戎生指责为“畏战”、“动摇”。粟戎生到军长张志坚处面前告了郑广臣的状。张志坚一气之下，解除了郑广臣的指挥权，让粟戎生越过199师师机关，直接带军部机关组织199师595团进行反击，最终造成悲剧。
文章还提到“（595团）2个营被越军打垮，团连建制完全被打乱，不得不撤到后方休整”，这点则是不符合事实的，595团不仅没有撤到后方休整，相反一直坚守在阵地上，1个月后的“M2”计划防御作战也是595团负责的。
也有评论认为粟戎生没有直接指挥失利的责任，也没有越级指挥，且上述文章中提到的“疏通关系镀金”、“211高地幸存战士枪击粟戎生”说法均为编造。
2018年，已经退役多年的粟戎生本人在接受采访时回应到之所以上报总参211高地仍在控制是因为1、2号哨位是“前哨阵地”，3号哨位才是“主阵地”，所以“并不能算作211高地失守”。而之所以不计代价试图夺回211高地的1、2号哨位是因为越军用广播大声宣称“我军已经占了211高地”，于是上级出于政治需求，才命令67军组织兵力夺回211高地。而对于进攻211高地的责任承担和“疏通关系镀金”的问题，粟戎生则回应道：
|            | “我是距战斗前沿最近的、职务最高的指挥员，仗没打好，我当然有责任，不骂我还能骂谁呢？” “我想，骂我可以，但说我们67军这支老部队的坏话，不应该！” “我的父母是共产党的干部，建国以后共产党执政，有些事没有干好，人民群众不满意，再加上有些干部子弟表现不好，更加重了这种不满。所以能以此为由表示一些不满，也是可以理解的。” |
| ——粟戎生， | |

## 后续

### 第二次211高地战斗
1985年8月31日，199师侦察连副连长原明，副指导员霍光明带领17个人组成的突击队在211高地3号哨位潜伏7天后，改夜袭为白昼突击，于9月8日凌晨沿3号哨位左上方一段悬崖下爬上越军占领的2号哨位，然后以两人轻伤的代价全歼211高地7名越军，其后越军进行报复性炮击，造成突击队1死1伤(原明左眼受伤失明，一名刘姓班长受伤后在送往救护所的过程中牺牲)。199师侦察连拿下211后,由595团7连接替防御任务，后来越军为争夺该阵地重演了一场第一次211高地战斗中595团1营式的战斗,在44天之内被解放军打退98次反扑和120次偷袭。被击毙300多名，轻重伤员不计其数。

## 脚注
1. ↑  以322师567团番号参战